# Quai d'Issy-les-Moulineaux
Le quai d'Issy-les-Moulineaux, ou quai d'Issy, est un quai situé le long de la Seine, à Paris, dans le 15e arrondissement.

## Situation et accès

Le quai en 2025
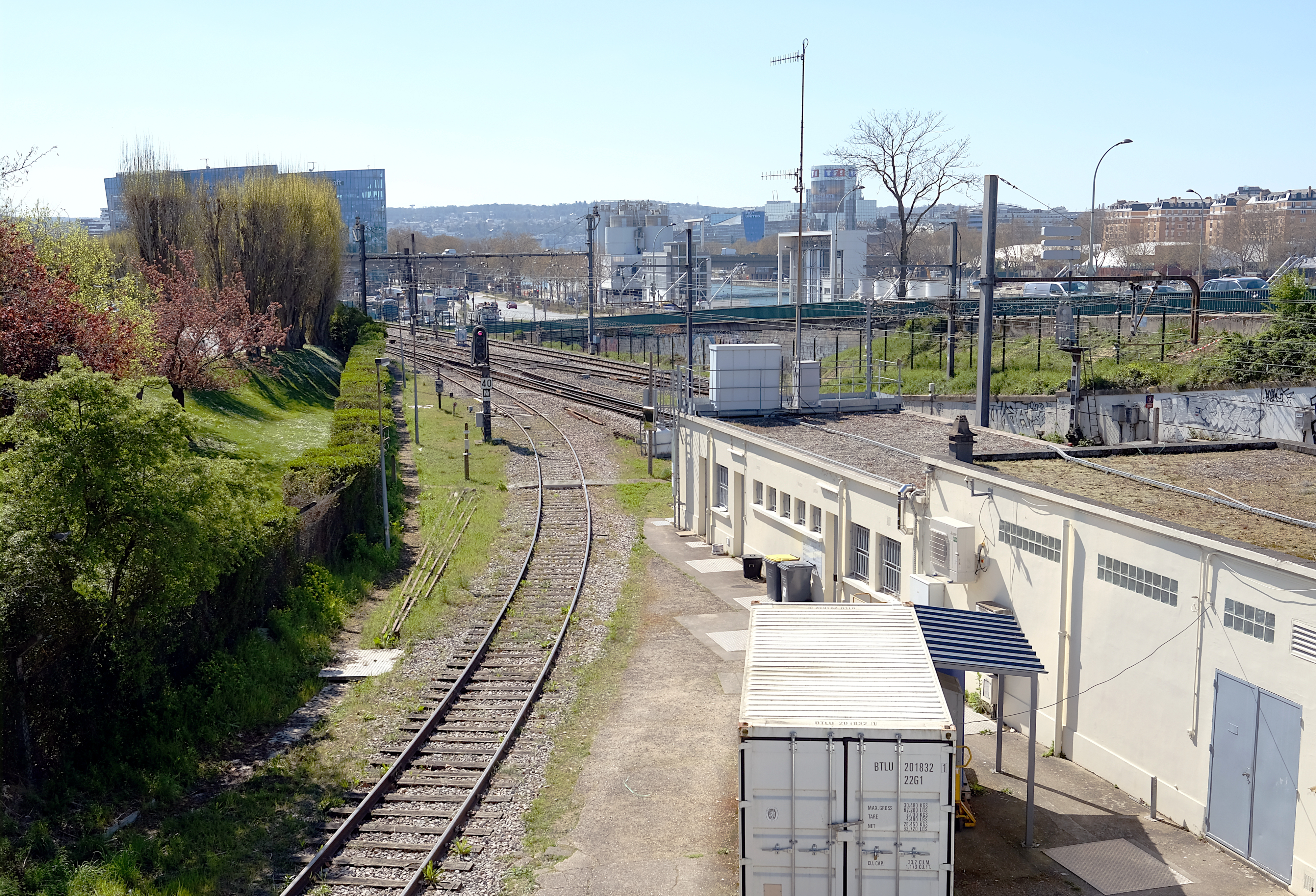
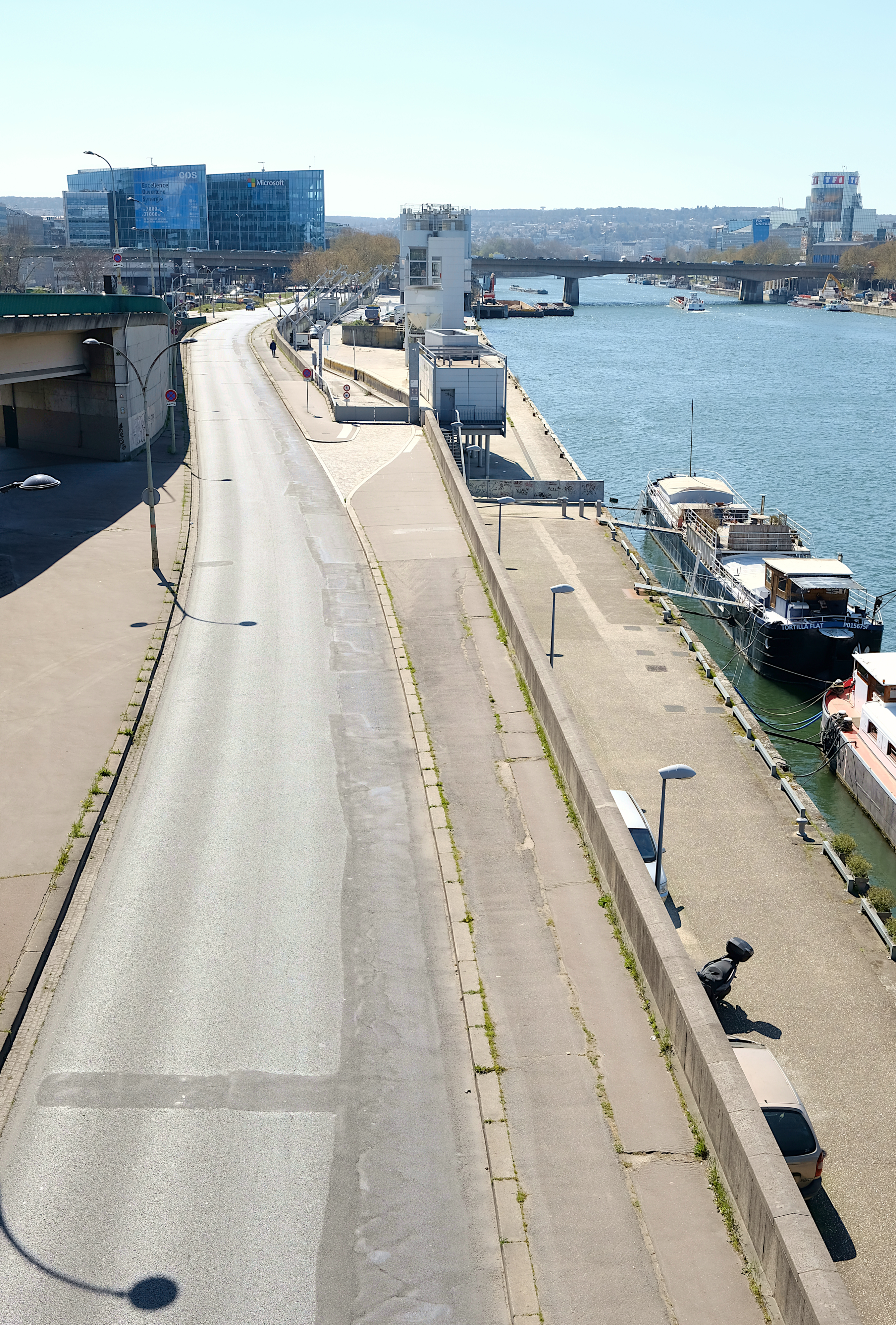
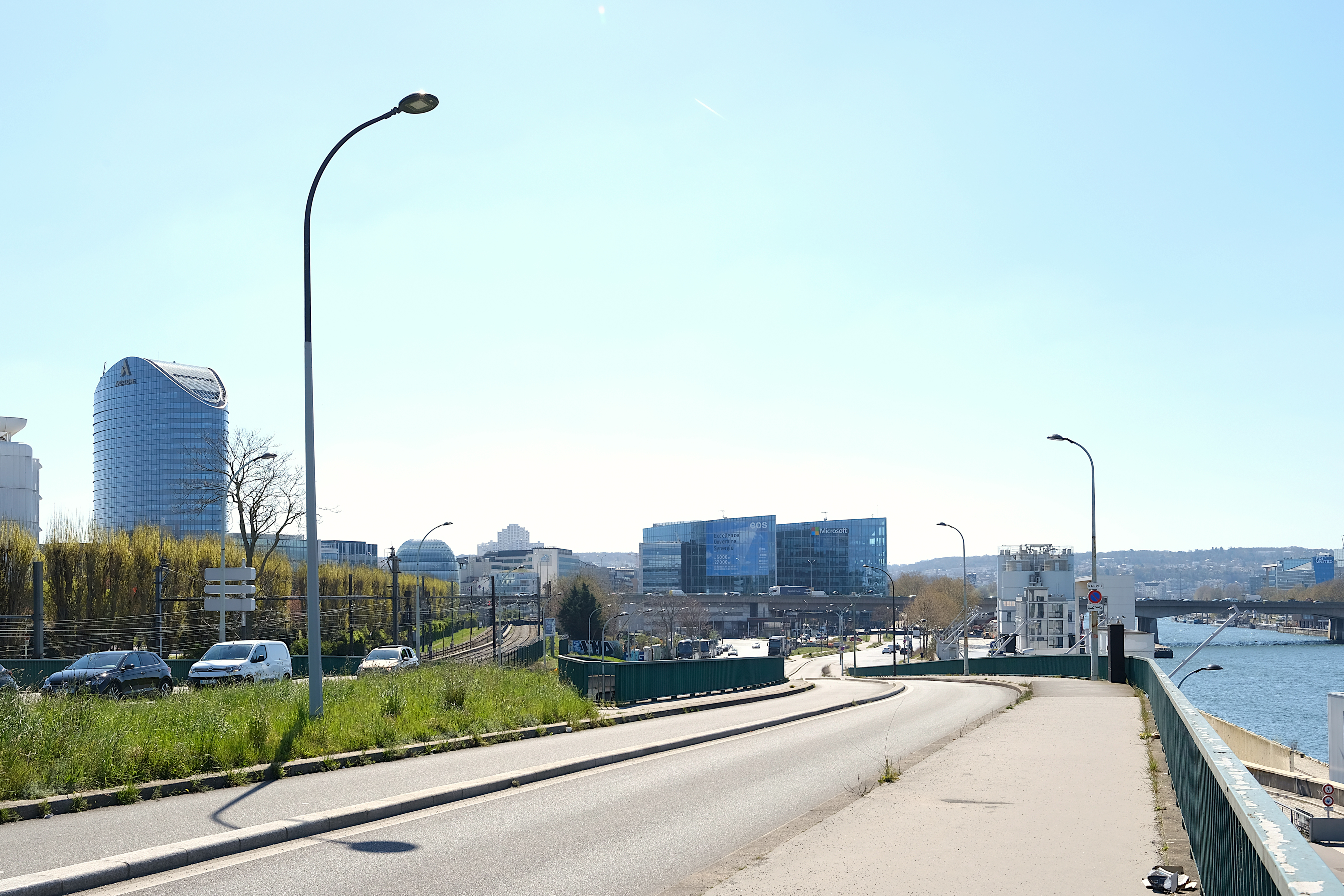

## Origine du nom
Le quai porte ce nom car il conduit à Issy-les-Moulineaux.

## Historique
Cette voie, qui faisait partie précédemment de la route départementale no 31, était située autrefois sur le territoire d'Issy-les-Moulineaux, qui fut annexé à Paris par décret du 3 avril 1925.
La physionomie du quai d'Issy a été modifiée en partie lors de la construction du pont du Garigliano et du boulevard périphérique de Paris en 1965.
En 2020, une piste cyclable aménagée le long du quai est mise en service.